# Diostracus leucostomus
Diostracus leucostomus är en tvåvingeart som först beskrevs av Friedrich Hermann Loew 1861.  Diostracus leucostomus ingår i släktet Diostracus och familjen styltflugor. Inga underarter finns listade i Catalogue of Life.